# Tromeđa (Prokletije)
Tromeđa (alb. Trekufiri) je planina u Proketijama i Bogićevici. Smještena je na 2366 m nadmorske visine, a njezin vrh označava tromeđu Albanije, Kosova i Crne Gore. Visina Tromeđe varira, a albanske karte bilježe visinu planine od 2354 mnm dok su službeni jugoslavenski izvori navodili 2366 m.
Nakon raspada Srbije i Crne Gore 2006., te uspostava Republike Kosovo 2008., pojavila se dvonacionalna administrativna tromeđa.

## Geologija
Tromeđa se nalazi u srcu Prokletija i Bogićevice, gdje se spajaju tri grebena. Planinski lanci na zapadu na granici Albanije i Crne Gore nešto su manje uzdignuti. Greben na jugoistoku, koji čini granicu između Albanije i Kosova, vodi do Bogićaja (2405 m). Najviša planina u regiji, Đeravica 2656 m, nalazi se još četiri kilometra jugoistočno. Greben od Tromeđe na sjeveru s granicom između Kosova i Crne Gore vodi do Maja e Madhe, visine 2372 m, udaljen oko tri km.
Planina je okružena strmim travnatim padinama koje se protežu do vrhova. Rijeka Lim drenira područje na sjeverozapadu, koja se na kraju ulijeva u Crno more preko Drine, Save i Dunava. Porječje Bijelog Drima nalazi se sjeveroistočno od planine. Južni obronci dio su gornjeg sliva rijeke Gashi, pritoke Valbone, koja se zatim ulijeva u Drim, da bi se konačno ulila u Jadransko more.

## Smještaj
Na albanskoj strani, oko 500 metara ispod vrha, nalazi se selo Dobërdol. Naseljeno pastirima u ljetnim mjesecima, naselje nudi i smještaj planinarima. Duž obronaka planine vodi daljinska planinarska staza Vrhovi Balkana. Ruta ne vodi preko vrha, ali se iskusniji planinari lako mogu popeti na nju.